# Cornwall-Gletscher (Ross Dependency)
Der Cornwall-Gletscher ist ein Gletscher in der ostantarktischen Ross Dependency. Er fließt in der Queen Elizabeth Range nach Osten und mündet südlich der Crowell Buttresses in den Lowery-Gletscher.
Benannt wurde er von der Nordgruppe der New Zealand Geological Survey Antarctic Expedition der Jahre 1961 bis 1962 nach der englischen Grafschaft Cornwall.